# Keszőhidegkút
Keszőhidegkút là một thị trấn thuộc hạt Tolna, Hungary. Thị trấn này có diện tích 10,33 km², dân số năm 2010 là 208 người, mật độ 20 người/km².